# 홍만선
홍만선(洪萬選, 1643년∼ 1715년)은 조선 후기의 문신이자 실학자이다. 본관은 풍산(豊山). 자는 사중(士中), 호는 유암(流巖).
1666년(현종 7) 진사시에 합격하고, 1682년(숙종 8) 30세에 음보(蔭補)로 벼슬길에 올라 여러 고위직을 거쳤다. 만년에 지은 《산림경제》는 조선 후기의 대표적인 농서이며, 서유구, 유중림 등의 후배실학자에게 많은 영향을 주었다.